# Dominique Clérambault
 (novembre 2023).
Si vous disposez d'ouvrages ou d'articles de référence ou si vous connaissez des sites web de qualité traitant du thème abordé ici, merci de compléter l'article en donnant les références utiles à sa vérifiabilité et en les liant à la section « Notes et références ».
Pour les articles homonymes, voir Clérambault.
Dominique Clérambault, né à Paris vers 1644 et mort à Paris le 24 mai 1704, est un musicien, maître joueur instrumentiste français.

## Biographie
Issu d'une vieille famille de serviteurs royaux remontant au XVe siècle, Clérambault est repertorié comme l'un des Vingt-quatre Violons du Roi. 
En 1673 il apparaît avec l'office de "Violon ordinaire de la Chambre du Roi", dont il avait été pourvu à la suite du décès de Louis Bruslard.
Il est le père de l'organiste et compositeur Louis-Nicolas Clérambault (1676-1749) et le grand-père des organistes César-François-Nicolas Clérambault (1705-1760) et Évrard Dominique Clérambault (1710-1790).
Un document d'archive le signale comme maître joueur d'instrument à Paris.